# Aleksandra Pawlak (lekarz weterynarii)
Aleksandra Pawlak – polska lekarka weterynarii, doktor habilitowany nauk weterynaryjnych, profesor na Uniwersytecie Przyrodniczym we Wrocławiu.

## Kariera naukowa
W 1998 roku na Wydziale Medycyny Weterynaryjnej Akademii Rolniczej we Wrocławiu uzyskała tytuł lekarza weterynarii. W 2014 roku na tym samym wydziale uzyskała stopień doktora nauk weterynaryjnych na podstawie rozprawy pt. Charakterystyka fenotypowa komórek chłoniaków i białaczek psów oraz ocena in vitro ich wrażliwości na leki cytostatyczne, której promotorem była Bożena Obmińska-Mrukowicz. W 2015 roku została zatrudniona na tejże uczelni, a w 2019 roku uzyskała na jej Wydziale Medycyny Weterynaryjnej stopień doktora habilitowanego nauk weterynaryjnych na podstawie pracy pt. Indukcja apoptozy w komórkach chłoniaka i białaczki psa – model do badań nad opracowywaniem nowych strategii terapeutycznych w onkologii weterynaryjnej.